# گذرگاه بیت حانون

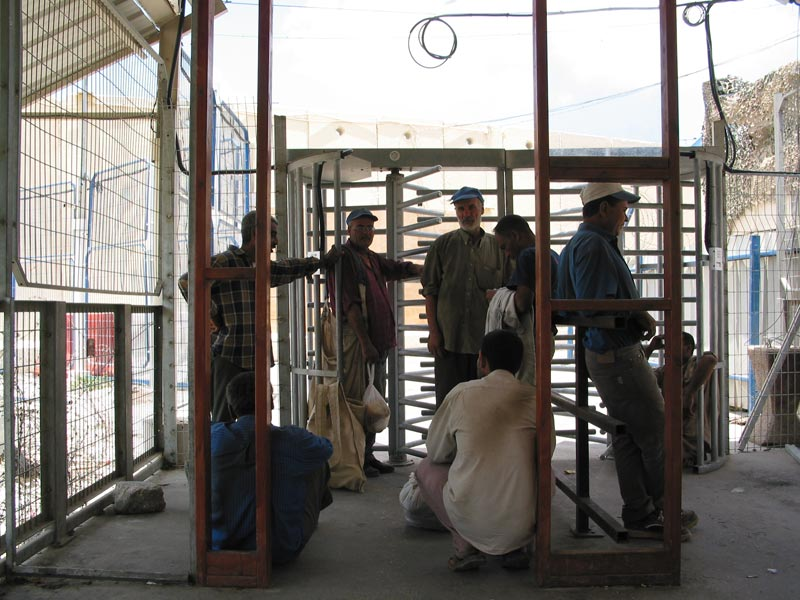
کارگران فلسطینی در گذرگاه بیت حانون منتظر ورود به نوار غزه هستند، ژوئیه ۲۰۰۵.

گذرگاه بیت حانون (عربی: معبر بیت حانون) و (عبری: מעבר ארז‎)، مشهور به گذرگاه اِرِز، یک گذرگاه مرزی بین نوار غزه و اسرائیل است.
این شهر در انتهای شمالی نوار غزه، بین کیبوتس اسرائیلی ارز و شهر فلسطینی بیت حانون واقع شده است. در حال حاضر، این تنها گذرگاه بین نوار غزه و اسرائیل از طریق زمین است و دومین گزینه برای غزه‌ای‌ها در زمانی که گذرگاه رفح با مصر بسته می‌شود، است. استفاده از گذرگاه ارز به فلسطینیانی که تحت تابعیت حکومت خودگردان فلسطین زندگی می‌کنند، شهروندان و اتباع مصری و مقامات کمک‌های بین‌المللی محدود می‌شود.
دولت اسرائیل به ساکنان فلسطینی اجازه می‌دهد تا صرفاً در «موارد استثنایی بشردوستانه» از طریق ارز سفر کنند و همچنین استثناهای دیگر برای دانشجویان و ورزشکارانی که به خارج از کشور سفر می‌کنند و همچنین بازرگانان. گذرگاه ارز توسط نیروهای دفاعی اسرائیل مدیریت می‌شود و برخلاف گذرگاه کارنی و گذرگاه کرم ابوسالم که هر دو توسط سازمان فرودگاه‌های اسرائیل مدیریت می‌شوند. محاصره نوار غزه تأثیر قابل توجهی بر این گذرگاه که دهانه ای در دیوار غزه اسرائیل است، داشته است.

## امکانات
این پایانه یک ساختمان مدرن به سبک آشیانه با مساحتی در حدود ۳۷۵٬۰۰۰ فوت مربع (۳۴٬۸۰۰ متر مربع) است و ظرفیت جابجایی ۴۵٫۰۰۰ نفر در روز را دارد که در سال ۲۰۰۷ با هزینه ۶۰ میلیون دلار تکمیل شده است.

## محل
گذرگاه بیت حانون بخشی از مجموعه ای است که قبلاً پارک صنعتی ارز را شامل می‌شد. این گذرگاه بزرگراه ۴ اسرائیل را به جاده صلاح الدین غزه متصل می‌کند. تا اوایل دهه ۱۹۷۰، یک خط راه‌آهن که اسرائیل و نوار غزه را به هم متصل می‌کرد نیز از این گذرگاه عبور می‌کرد. امروز، خط آهن در نوار غزه برچیده شده است، و در سمت اسرائیل، خط راه‌آهن فعال راه‌آهن اسرائیل پس از حدود ۴٫۵ کیلومتر پایان می‌یابد. هر چند در آینده ممکن است مجدداً به گذرگاه تعمیم داده شود تا خدمات باربری به نوار غزه ارائه شود.

## حرکات
تا سپتامبر ۲۰۰۰، بیش از ۲۶٫۰۰۰ ساکن فلسطین می‌توانستند روزانه به اسرائیل رفت و آمد کنند (حدود ۸۰۰٫۰۰۰ در ماه). پس از آغاز انتفاضه دوم، این تعداد به کمتر از ۹۰۰ نفر در روز کاهش یافت. در سال ۲۰۰۴، به‌طور متوسط ماهانه ۴۳٫۴۴۰ نفر عابر از گذرگاه بیت حانون به اسرائیل رفته‌اند. پس از تسلط حماس بر غزه، این تعداد در سال ۲۰۰۸ به ۲۱۷۵ نفر کاهش یافت. پس از آتش‌بس اسرائیل و حماس در سال ۲۰۱۴، در سال ۲۰۱۵ این تعداد به ۱۵۰۰۰ نفر در سال افزایش یافت.
به گفته گیشا، ۱۵٫۳۸۸ فلسطینی در ژانویه ۲۰۱۶ از گذرگاه بیت حانون به خارج از غزه رفته‌اند. از این تعداد، ۲۸۹۶ نفر بیمار و همراهان آنها، ۸۱۸۳ نفر تاجر و ۴۳۰۹ نفر سایرین بوده‌اند.

## درگیری غزه و اسرائیل
در ۲۰ ژوئیه ۲۰۱۴، در پاسخ به گزارش‌هایی مبنی بر اینکه درگیری اسرائیل و غزه در سال ۲۰۱۴ باعث کمبود شدید تخت‌های بیمارستانی در غزه شده است، نیروهای دفاعی اسرائیل بیمارستان صحرایی ارتش اسرائیل را برای غزه‌ها در گذرگاه ارز افتتاح کردند.
در آوریل ۲۰۱۵، المانیتور نوشت که مردم غزه به‌طور فزاینده ای از باج‌گیری توسط سرویس‌های امنیتی و اطلاعاتی اسرائیل که به دنبال جذب جاسوسان فلسطینی هستند، از طریق سوء استفاده از نیاز آنها به کار، پول، درمان پزشکی یا مسافرت شکایت دارند. به گفته سرهنگ محمد ابوحربید، متخصص امنیت اطلاعات در وزارت کشور غزه، ۷۰ تا ۸۰ درصد از شهروندانی که از این گذرگاه عبور می‌کردند، در سال ۲۰۱۴ مورد تلاش اسرائیل برای استخدام قرار گرفتند. او گفت که این افراد شامل بازرگانان، بیماران، غزه‌هایی است که برای اهداف تفریحی سفر می‌کنند و دانشجویانی که در دانشگاه‌های خارجی تحصیل می‌کنند. پدر پسر بچه هفت ساله‌ای که می‌خواست برای شیمی‌درمانی در بیمارستان اسرائیل از ارز عبور کند، توسط یک افسر اسرائیلی مورد اخاذی قرار گرفت. پدر گفت که افسر اسرائیلی در ازای جاسوسی برای اسرائیل، مبلغی را برای درمان پیشنهاد کرده است. پس از اینکه او این پیشنهاد را رد کرد، اجازه ورود به او رد شد. مرکز حقوق بشر المیزان در غزه در سپتامبر ۲۰۱۳ شیوه‌های مشابه دستگیری یا فشار را فاش کرد تا به مردم غزه اجازه داده شود «بین جاسوسی یا بازگشت به غزه جایی که می‌توانند بمیرند» انتخاب کنند. به یک تاجر غزه که از طریق گذرگاه بیت حانون سفر می‌کرد، در ازای دادن اطلاعات مربوط به مقر امنیتی در غزه، حمایت مالی و مزایای مالیاتی قابل توجهی دریافت شد. زنی که بیمار بود و نیاز به درمان داشت، درخواست سفر به کرانه باختری را رد کرد، زیرا او پاسپورت اردنی داشت، نه فلسطینی.
در آوریل ۲۰۱۵، سازمان اروپایی-خاورمیانه‌ای دیده‌بان حقوق بشر گزارش داد که تعداد فزاینده‌ای از بازرگانان فلسطینی در حالی که می‌خواستند از طریق گذرگاه بیت حانون برای سفرهای معمول به اسرائیل بروند بازداشت شده‌اند. بازجویان اسرائیلی از آنها در مورد سوابق شغلی، تعاملات اجتماعی و وابستگی آنها به احزاب سیاسی سؤال می‌پرسند. این گروه حقوق بشر دریافت که عوامل اطلاعاتی اغلب تلاش می‌کنند تاجران را وادار کنند تا اطلاعات ادعایی دربارهٔ گروه‌های مسلح در غزه را افشا کنند. آنها مورد تحقیر و رفتار غیرانسانی قرار می‌گیرند و در صورت امتناع از همکاری، مجوز ورود آنها گرفته می‌شود.
همچنین مرکز رسانه ای حقوق بشر و دموکراسی (شمس) در ژانویه ۲۰۱۶ گزارش داد که اسرائیل از گذرگاه بیت حانون به عنوان تله ای برای مسافران فلسطینی استفاده می‌کند. به گزارش شمس، اطلاعات اسرائیل از اکثر مسافران فلسطینی که مجوز استفاده از گذرگاه را دارند، سؤال می‌کند. ربودن ده‌ها مسافر توسط اسرائیل پس از بازجویی از آنها گزارش شد که برخی از آنها بیمار بودند.